# Lijst van nationale parken in Tunesië
Hieronder volgt een lijst van nationale parken in Tunesië. Nationaal park Ichkeul staat op de Unesco-Werelderfgoedlijst.
| Nationaal park                          | Stichtingsjaar | Oppervlakte | Foto |
| --------------------------------------- | -------------- | ----------- | ---- |
| Nationaal park Bou-Hedma                | 1980           | 16440 ha    |      |
| Nationaal park Boukornine               | 1987           | 1939 ha     |      |
| Nationaal park Djebel Chambi            | 1980           | 6723 ha     |      |
| Nationaal park El Feidja                | 1990           | 2765 ha     |      |
| Nationaal park Ichkeul                  | 1980           | 126 km2     |      |
| Nationaal park Djebel Chitana-Cap Négro | 2010           | 10122 ha    |      |
| Nationaal park Djebel Saddine           |                |             |      |
| Nationaal park Djebel Serj              | 2010           | 1720 ha     |      |
| Nationaal park Jebil                    | 1994           | 150 000 ha  |      |
| Nationaal park Sidi Toui                | 1991           | 6315 ha     |      |
| Nationaal park Zembra en Zembretta      | 1977           | 5095 ha     |      |
| Nationaal park Djebel Zaghouan          | 2010           | 2040 ha     |      |
| Nationaal park Djebel Mghilla           | 2010           | 16249 ha    |      |
| Nationaal park Djebel Zaghdoud          | 2010           | 1792 ha     |      |
| Nationaal park Djebel Orbata            | 2010           | 5746 ha     |      |
| Nationaal park Dghoumès                 | 2010           | 8000 ha     |      |
| Nationaal park Senghar-Jabbes           | 2010           | 2870 ha     |      |
| Nationaal park Oued Zen                 | 2010           | 6700 ha     |      |